# Angèle
Angèle Joséphine Aimée van Laeken (Uccle, Bruselas, Bélgica 3 de diciembre de 1995), conocida como Angèle (pronunciación en francés: [ɑ̃ʒɛl]) es una cantante, compositora y actriz belga. En 2019 fue la cantante de habla francesa más escuchada gracias a su álbum de debut «Brol».

## Biografía
De familia dedicada al show business; su hermano es el rapero Roméo Elvis, su madre la actriz Laurence Bibot y su padre el cantante Marka.
Angèle frecuentó una escuela católica de educación estricta, antes de incorporarse a la Escuela Decroly, una escuela de pedagogía inspirada en la nueva educación. La variedad de opciones artísticas de esta escuela secundaria le permitieron desarrollar su talento y unirse a una escuela de jazz. 
Pasó gran parte de su infancia en Linkebeek, y comenzó a cantar en cafés de Bruselas, y se dio a conocer por una versión de Bruxelles de Dick Annegarn y por sus vídeos en redes sociales.

## Carrera musical

### Primer álbum "Brol" y primera gira (2018-2020)
Su primera canción, La Loi De Murphy salió a finales del 2017 y acumuló varios millones de visitas en YouTube. En enero de 2018 salió su segunda canción, Je Veux Tes Yeux. Los dos videoclips de las dos canciones fueron dirigidos por la fotógrafa belga Charlotte Abramow.
En mayo de 2018 dio su primer concierto en París en el teatro Trianon de París, acompañada de MC Solaar. También participó en grandes festivales de verano como Les Ardentes, DourGarorock, Rock Werchter y el festival des Vieilles Charrues. 
Angèle aumentó su popularidad en su aparición en Silence, una canción del álbum Lithopédion del rapero Damso en junio del 2018. Gracias a esta colaboración Angèle gana notoriedad y el gran público empieza a interesarse por la cantante belga. Durante el mismo periodo de tiempo Angèle publica La Thune, su tercera canción.
Posteriormente la cantante anunció la salida de su álbum debut Brol. En agosto de 2018 presentó las canciones del álbum.  También publicó su cuarto single Tout Oublier, junto a su hermano Roméo Elvis. El álbum salió el 5 de octubre de 2018.  El 5 de diciembre de 2018, Brol fue certificado disco de platino. En septiembre de 2019 el disco fue certificado disco de diamante en Francia con más de 500 000 álbumes vendidos. En octubre del 2021 el álbum había superado el millón de ventas en Francia y el millón y medio de ventas internacionales.

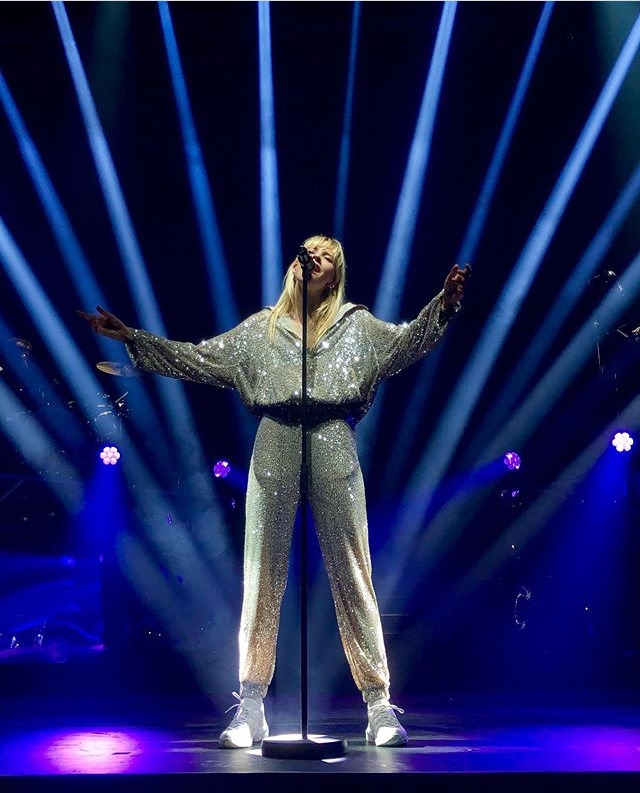
Angèle durante un concierto del Brol Tour en Lille.

El 14 de abril de 2019 Angèle publica el videoclip de la canción Balance Ton Quoi. El 8 de septiembre del mismo año también publica el videoclip de Flou. El 10 de octubre de 2019 publica una nueva canción, Perdus. Esta canción forma parte de la reedición de su álbum debut Brol, titulada Brol, La Suite. El 8 de noviembre de 2019 publica Brol, La Suite con siete nuevas canciones. El mismo día publica el videoclip de la canción Oui ou Non.
Su gira, El Brol Tour, duró casi dos años (entre 2018 y 2020) y actuó en Bélgica, Francia, Suiza, Estados Unidos y Canadá. El 13 de diciembre de 2019 dio su primer concierto en el Centre Bell, la sala de espectáculos más grande de Montreal, en el Quebec. Este tour, propulsará su carrera, que en tan solo 18 meses, ha pasado de actuar en pequeños bares de Bruselas a actuar ante miliones de fans.
En 2020, Angèle colaboró con la cantante británica Dua Lipa en una canción titulada Fever. Esta canción forma parte de la reedición del álbum Future Nostalgia. Las dos cantantes compusieron la canción a distancia debido a la pandemia del Covid-19.

### Segundo álbum "Nonante-Cinq" y "Nonante-Cinq Tour" (Desde 2021)
En octubre de 2021, Angèle publica  un nuevo single, titulado Bruxelles je t'aime. También anunció la salida de su segundo álbum Nonante-Cinq para el 10 de diciembre de ese mismo año. Finalmente el disco salió una semana antes, el 3 de diciembre de 2021. Ella anunció en un directo de Instagram el lanzamiento del álbum una semana antes debido a su cumpleaños.
El 3 de diciembre de 2021 a mediodía salió el videoclip de Démons, canción producida en colaboración con el rapero belga Damso. En este álbum, hay canciones como Taxi, que resume una ruptura amorosa, Solo, Mots Justes, Mauvais Rêves, Plus de Sens... entre otras. El álbum fue certificado disco de platino en Francia, con más de 100 000 copias vendidas tras tres semanas de su lanzamiento.
El 16 de octubre del año 2022, la cantante anunció la publicación de la edición deluxe del álbum (titulada Nonante-Cinq la Suite) para el 18 de noviembre de ese mismo año. Algunas canciones que lo componen son Amour, Haine et Danger o Évidemment junto al rapero y productor francés Orelsan.
La gira correspondiente a este álbum, el Nonante-Cinq Tour, lleva en marcha desde inicios de este año. En esta gira la cantante se traslada más allá del ámbito francófono y actuará en lugares como Nueva York, Londres, Amsterdam o incluso en el Primavera Sound en Barcelona. La ropa que la cantante lleva en este tour fue diseñada junto a Chanel, marca de la que la cantante belga es embajadora.

## Carrera cinematográfica
Angèle empezó en el mundo del cine doblando al francés algunas películas. En 2019 dobló al francés el personaje de Gabby Gabby en Toy Story 4. También ha doblado el personaje de Lola Bunny en la versión francesa de Space Jam: Nuevas Leyendas. En 2021 fue elegida por Leos Carax  para participar en la película de apertura de la 74 edición del  Festival de Cannes Annette junto a Marion Cotillard y Adam Driver. También ha anunciado que hará el papel de Falbalá en la próxima adaptación de Astérix y Obélix, que saldrá en 2023.
El 26 de noviembre de 2021, salió en Netflix un documental sobre su vida titulado Angèle. En este documental cuenta su evolución como artista y como afrontó la otra cara de la fama y popularidad. También aborda diferentes escándalos en los que la cantante belga estuvo implicada.

## Vida privada
Del 2017 al 2019 estuvo saliendo con el bailarín y coreógrafo francés Léo Walk. La canción Perdus trata de la ruptura entre los dos artistas. En agosto del 2020, Angèle revela en un post de Instagram que es bisexual. Desde noviembre de 2019 hasta octubre de 2021, Angèle salió con la humorista francesa Marie Papillon. Más tarde, en mayo de 2023, Angèle se definió como pansexual. En una entrevista con el programa de conversación de France 2, ella dijo que ella “podía enamorarse de un chico, una chica, una persona no binaria, o una persona transgénero." Ella añadió que "el sentimiento de amor, las mariposas en tu estómago, no importa si es chico o chica, es la misma [para ella]."

## Canciones
| Canción                      | Ano  |
| ---------------------------- | ---- |
| La thune                     | 2018 |
| Balance ton quoi             | 2018 |
| Jalousie                     | 2018 |
| Tout oublier ft. Roméo Elvis | 2018 |
| La loi de Murphy             | 2018 |
| Nombreux                     | 2018 |
| Victime des resaux           | 2018 |
| Les Matins                   | 2018 |
| Je veux tes yeux             | 2018 |
| Ta Reine                     | 2018 |
| Flemme                       | 2018 |
| Flou                         | 2018 |

| Canción                      | Año  |
| ---------------------------- | ---- |
| Perdus                       | 2019 |
| Oui ou Non                   | 2019 |
| Insomnies                    | 2019 |
| Tu Me Regardes               | 2019 |
| J'entends                    | 2019 |
| Que Du love                  | 2019 |
| Ta Reine version orchestrale | 2019 |

| Canción             | Año  |
| ------------------- | ---- |
| Bruxelles je t'aime | 2021 |
| Libre               | 2021 |
| On s'habitue        | 2021 |
| Solo                | 2021 |
| Pensées positives   | 2021 |
| Taxi                | 2021 |
| Démons ft. Damso    | 2021 |
| Plus de sens        | 2021 |
| Tempête             | 2021 |
| Profite             | 2021 |
| Mots justes         | 2021 |
| Mauvais rêves       | 2021 |

| Canción                          | Año  |
| -------------------------------- | ---- |
| Amour, Haine et Danger           | 2022 |
| Promets-moi                      | 2022 |
| Évidemment ft. Orelsan           | 2022 |
| Patrick                          | 2022 |
| Le Temps Fera les Choses         | 2022 |
| Démons Live Orchestral ft. Damso | 2022 |

| Canción                           | Año  |
| --------------------------------- | ---- |
| J'ai vu ft. Roméo Elvis, Le Motel | 2017 |
| Silence ft. Damso                 | 2018 |
| S'en aller ft. Swing              | 2020 |
| Duo ft. Philippe Katerine         | 2020 |
| Fever ft. Dua Lipa                | 2020 |
| Sunflower ft. Tamino              | 2022 |